# Chortolirion angolense
Chortolirion angolense là một loài thực vật có hoa trong họ Măng tây. Loài này được (Baker) A.Berger mô tả khoa học đầu tiên năm 1908.